# 88e régiment d'infanterie (France)
Pour les articles homonymes, voir 88e régiment.
Le 88e régiment d'infanterie (88e RI) est un régiment d'infanterie de l'Armée de terre française, à double héritage, créé sous la Révolution à partir du régiment de Berwick, un régiment d'infanterie irlandais au service du royaume de France, et du 13e régiment d'infanterie légère créé à partir d'une grande partie de la garde nationale soldée de Paris.

## Création et différentes dénominations
Le 88e régiment d’infanterie a la particularité, comme tous les régiments d’infanterie portant un numéro entre le 76e et le 99e, d’être l’héritier des traditions de deux régiments : le 88e régiment  d'infanterie de ligne et le 13e régiment d'infanterie légère.
- 1791 : Tous les régiments prennent un nom composé du nom de leur arme avec un numéro d’ordre donné selon leur ancienneté. le régiment de Berwick devient le 88e régiment d'infanterie de ligne ci-devant Berwick[1].
- 1794 : Lors du premier amalgame, la 88e demi-brigade de première formation, n'est pas formée ; le numéro 88 reste disponible.
- 20 février 1796 : amalgamé, il prend le nom de 88e demi-brigade de première formation
- 24 septembre 1803 : reformé en tant que 88e régiment d'infanterie de ligne
- 1820 : Lors de la réorganisation des corps d'infanterie français en 1820, le 88e régiment d'infanterie de ligne n'est pas créé et le numéro 88 disparaît jusqu'en 1854.
- En 1854, l'infanterie légère est transformée, et ses régiments sont convertis en unités d'infanterie de ligne, prenant les numéros de 76 à 100. Le 13e régiment d'infanterie légère prend le nom de 88e régiment d'infanterie de ligne.
- 1882 : devient 88e régiment d'infanterie
- 1914 : à la mobilisation, le 88e RI donne naissance au 288e régiment d’infanterie
- 1924 : dissolution

## Colonels et chefs de corps
- 13 décembre 1792 : Olivier Harty
- 1797 : chef de brigade Pierre Louis François Silly (*) ;
- 1803 : colonel Jean Baptiste Pierre Magnier ;
- 1804 : colonel Philibert Jean-Baptiste Curial ;
- 1806-1807 : colonel Michel Veilande ;
- 1811 : colonel François-Joseph Alexandre Letourneur (*) ;
- 3 août 1867 - 25 août 1870 : colonel Henri Jean Courty, nommé général, remplacé par :
- Demange, lieutenant-colonel[2], mortellement blessé à Beaumont, remplacé par :
- 22 décembre 1868-22 mai 1872 : Jean Louis Escarfail, chef de bataillon puis major[3].
- 22 mai 1872-?? : Charles-Germain Marty, capitaine d'infanterie[4],[5].
- ?-9 mai 1915 : colonel Jean Marie Auguste Maheas[6] (†)
- 4 juin 1918-?? : lieutenant colonel Négrié

## Historique des garnisons, combats et batailles du88eRI

### 88erégimentd'infanterie de ligne (1791-1794)

#### Guerres de la Révolution et de l'Empire

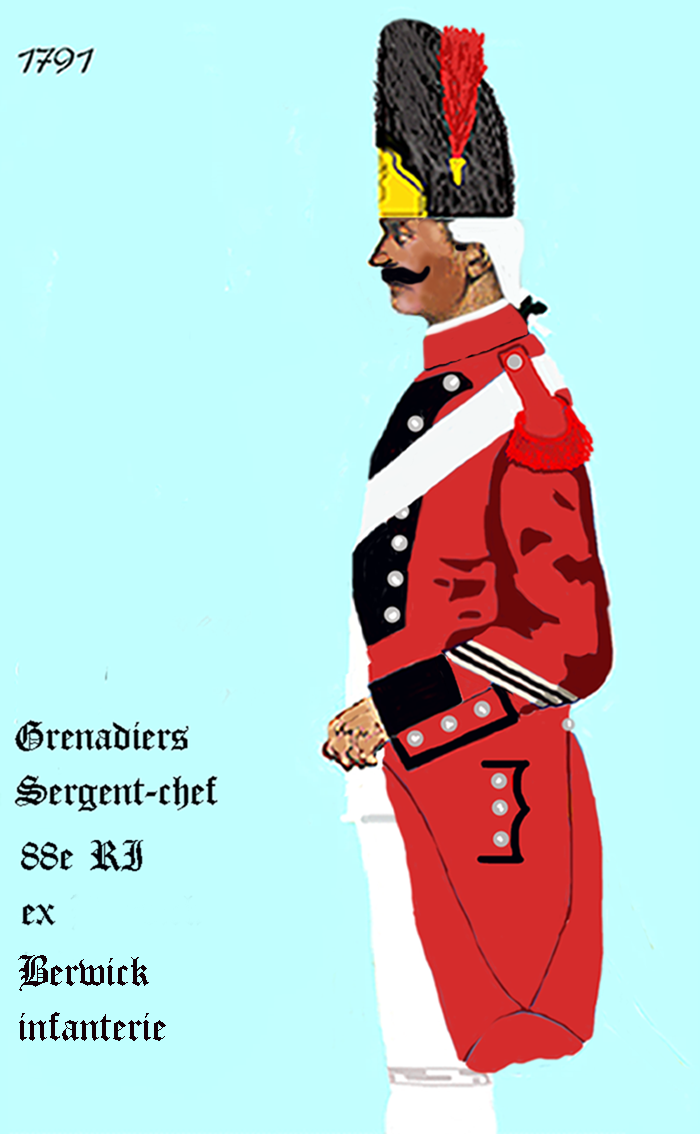
Grenadier sergent-chef du 88e régiment d'infanterie de ligne ci-devant Berwick de 1791 à 1792
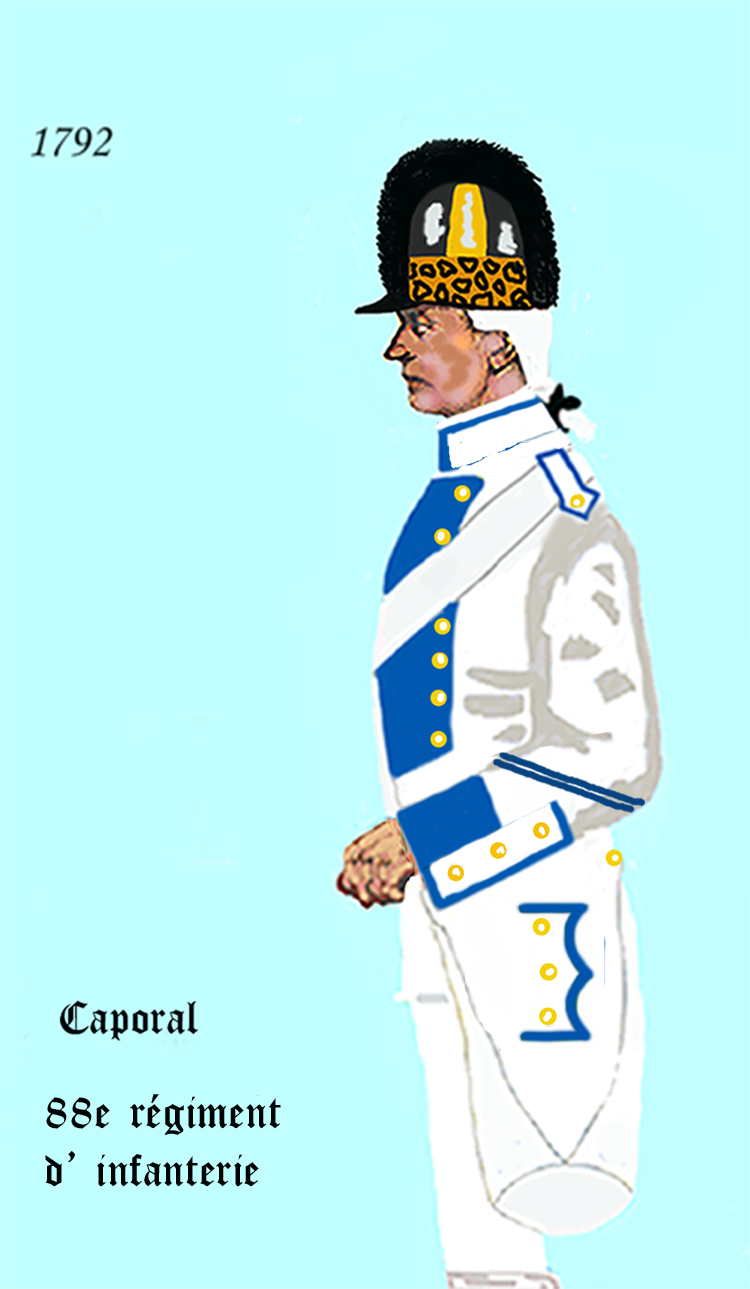
Caporal du 88e régiment d'infanterie de ligne ci-devant Berwick de 1792
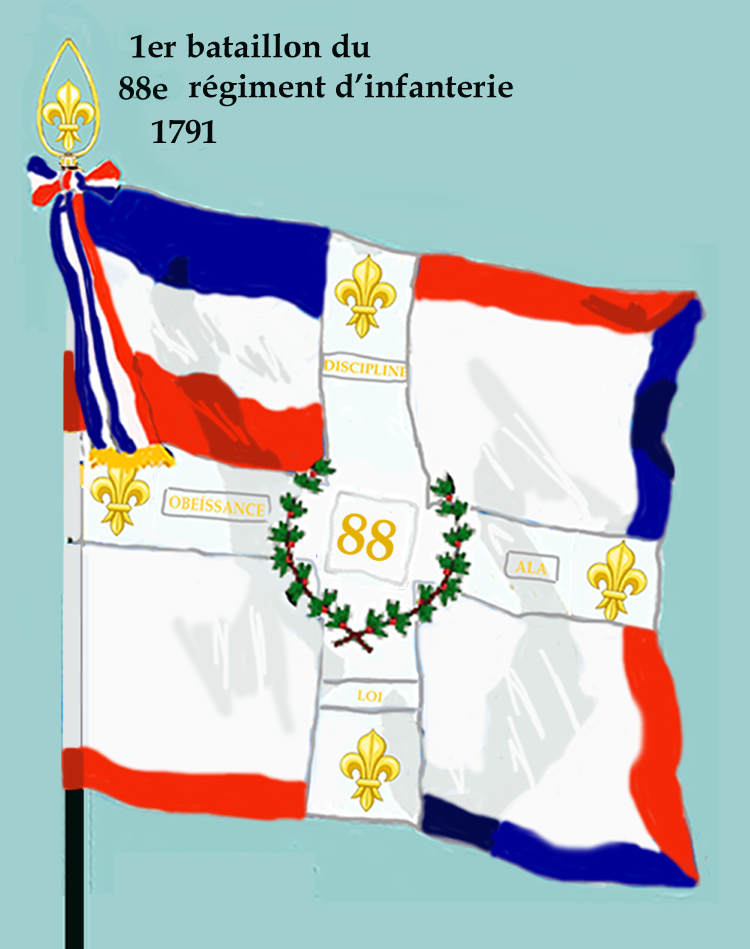
Drapeau du 1er bataillon du 88e régiment d'infanterie de ligne de 1791 à 1793
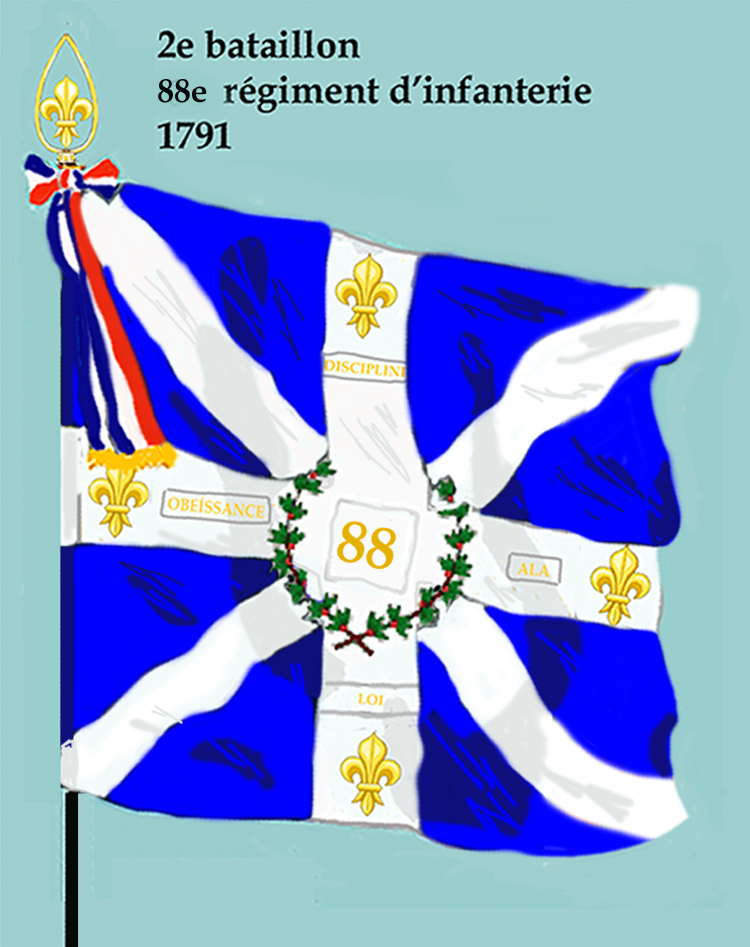
Drapeau du 2e bataillon du 88e régiment d'infanterie de ligne de 1791 à 1793

En vertu d'une ordonnance du 1er janvier 1791, les régiments qui existaient alors durent quitter leurs noms de provinces, pour n'être plus désignés que par le numéro du rang qu'ils occupaient entre eux.
Chaque régiment n'eut plus qu'un drapeau aux couleurs rouge, blanc et bleu, ayant d'un côté cette inscription : Obéissance à la Loi et de l'autre le numéro du régiment et les noms des actions éclatantes où il s'était trouvé.
C'est ainsi que le régiment de Berwick reçut, d'après le numéro d'ancienneté qu'il occupait dans la ligne, la nouvelle dénomination de 88e régiment d'infanterie de ligne.
En 1791, et surtout après la fuite du roi et son arrestation à Varennes, le régiment est vivement sollicité d’émigrer ; en 1792, le comte de Provence, frère du roi, remet aux représentants des régiments de Berwick, Walsh et Dillon un drapeau d’adieu portant la devise « 1692 - 1792 - Semper et Ubique Fidelis ».

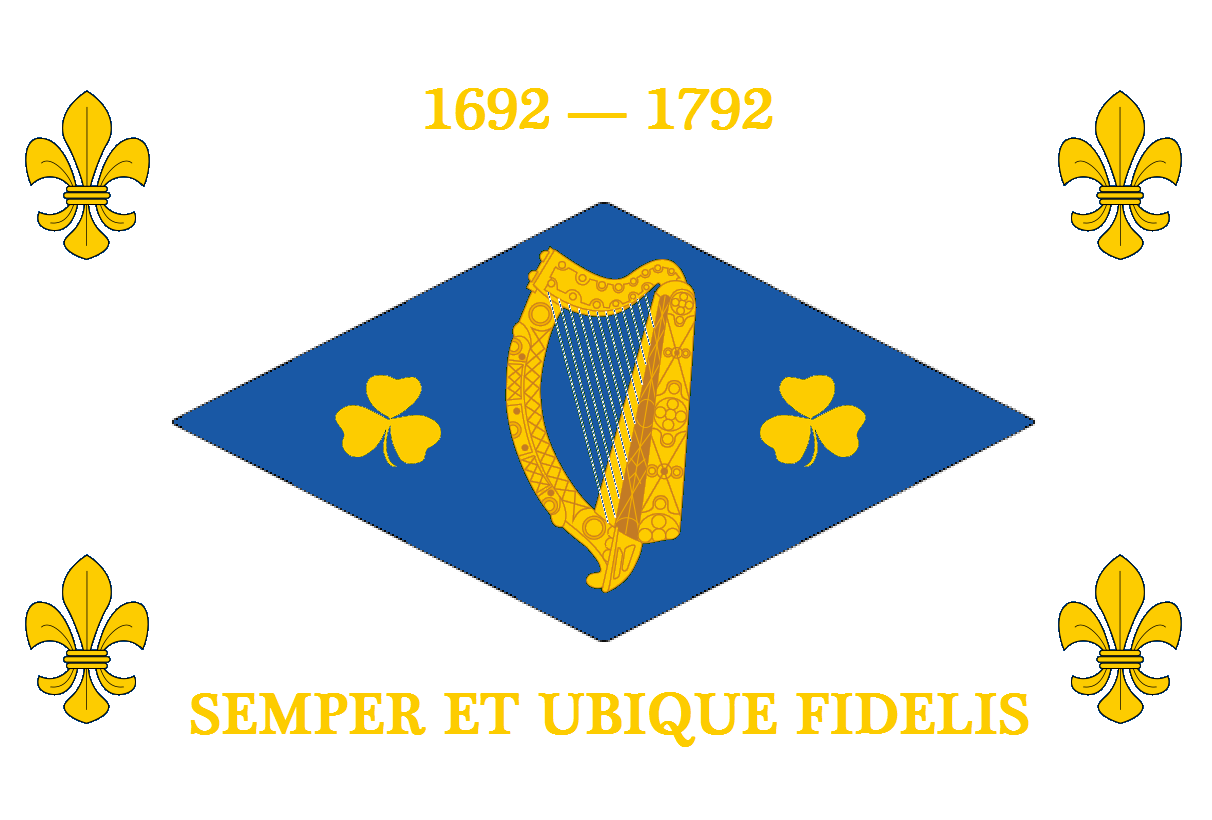
Drapeau d’adieu remis par le comte de Provence aux régiments irlandais.

En juillet, le colonel de Fitz-James parvient à débaucher une partie des officiers ainsi que 300 hommes de son régiment et s’échappe avec eux de Landau au milieu de la nuit pour Coblentz. 

Le 26 juillet les Princes décident que le régiment, toujours commandé par le colonel O'Mahony, aura la même formation, la même solde, les mêmes masses, la même administration qu'en France, et sera porté au complet du guerre de 1 500 hommes. Les recrutements s'opèrent et lors de la revue passée par le général vicomte de La Tour du Pin, le 15 mai 1792 au château de Fredericktein, Berwick compte 607 hommes. 

De son côté, le reste du corps, resté en France, dont l’effectif est encore de plus de 900 hommes, arrive à Nancy le 8 août, et fait son entrée dans cette ville avec ses drapeaux et sa caisse. Alors que de nouvelles invitations à déserter sont journellement adressées au corps, des soldats livrent à la municipalité de Nancy des exemplaires de lettres écrites par de hauts personnages.
Le régiment quitte Nancy le 20 août. Le 1er bataillon part pour Versailles et le 2e pour Orléans. En novembre, le 1er bataillon remplace le 2e, celui-ci allant s’embarquer à Lorient pour Saint-Domingue, dans le cadre de la révolution haïtienne, d’où il n’est pas revenu.
Le 1er bataillon, envoyé à Besançon en septembre 1792, fournit sa compagnie de grenadiers à l’armée du Rhin ; les autres compagnies sont appelées à cette armée en 1793. Il a fait les campagnes de 1792 et 1793 à l’armée du Rhin et combat le 26 décembre 1793 à Wissembourg ; celle de 1794 à l’armée de Rhin-et-Moselle.

La compagnie de grenadiers est à l'Armée de Mayence, au siège de Mayence et participe à la guerre de Vendée
Conformément aux lois du 21 février, du 12 août 1793 et au décret de la Convention du 17 nivôse an II (8 janvier 1794), on s'occupait de l'embrigadement des troupes de ligne avec les bataillons de volontaires.
- Le 1er bataillon du 88e régiment d'infanterie, est amalgamé le 19 messidor an II (7 juillet 1794), à Niederhöchstadt [10],[11], avec le 12e bataillon de volontaires du Jura et le 4e bataillon de volontaires de la Côte-d'Or pour former la 159e demi-brigade de première formation.
- Le 2e bataillon du 88e régiment d'infanterie, qui devait former le noyau de la 160e demi-brigade de première formation n'a pas été amalgamé car il était aux colonies. Il est fondu dans les régiments coloniaux et ne sera amalgamé ni en 1794, ni en 1796, et disparaîtra à la reddition de l'île.

Ainsi disparaît pour toujours le 88e régiment d'infanterie ci-devant Berwick, partageant le sort de tous les régiments qui depuis deux siècles avaient défendu si intrépidement la patrie contre toutes les coalitions.

### 88edemi-brigadede première formation (1794-1796)

#### Guerres de la Révolution et de l'Empire
Conformément aux lois du 21 février, du 12 août 1793 et au décret de la Convention du 17 nivôse an II (8 janvier 1794), on s'occupait de l'embrigadement des troupes de ligne avec les bataillons de volontaires.

La 88e demi-brigade de première formation n'a pas été formée. Le 2e bataillon du 44e régiment d'infanterie (ci-devant Orléans) qui devait former le noyau de cette demi-brigade n'a pas été amalgamé. Le numéro 88 reste vacant.

### 88edemi-brigadede deuxième formation (1796-1803)

#### Guerres de la Révolution et de l'Empire
La nouvelle 88e demi-brigade est formée, le 1er ventôse an IV (20 février 1796), et se composa de l'amalgame des anciennes :
- 112e demi-brigade de première formation (2e bataillon du 56e régiment d'infanterie (ci-devant Bourbon), 7e bataillon de volontaires du Doubs et 2e bataillon de volontaires des Deux-Sèvres également appelé 22e bataillon des réserves)
- 3e bataillon de la 173e demi-brigade de première formation (1er bataillon du 96e régiment d'infanterie (ci-devant Nassau), 5e bataillon de volontaires de la Moselle et 6e bataillon de volontaires des Vosges)

- 1798 :
  - Armée d'Orient (campagne d'Égypte)
  - 3 thermidor an VI (21 juillet 1798) : Bataille des Pyramides
  - 3 pluviôse an VII (22 janvier 1799) : Bataille de Samanouth

### 88erégimentd'infanterie de ligne (1803-1815)

#### Guerres de la Révolution et de l'Empire
Par décret du 1er vendémiaire an XII (24 septembre 1803), une nouvelle réorganisation de l'armée française est prescrite. La 88e demi-brigade devient le 88e régiment d'infanterie.
- 1805 : campagne d'Autriche.
  - 2 décembre 1805 : bataille d'Austerlitz et son ordre de bataille.
- 1806 : campagne de Prusse et de Pologne.
  - 10 octobre 1806 : bataille de Saalfeld.
  - 14 octobre 1806 : bataille d'Iéna et son ordre de bataille.
- 1807
  - 8 février 1807 : bataille d'Eylau et son ordre de bataille.

Après l'exil de Napoléon Ier à l'île d'Elbe une ordonnance de Louis XVIII en date du 12 mai 1814 réorganise les corps de l'armée française. Ainsi 90 régiments d'infanterie sont renumérotés, et le 88e prend le no 75e.

À son retour de l'île d'Elbe, le 1er mars 1815, Napoléon Ier prend, le 20 avril 1815, un décret qui rend aux anciens régiments d'infanterie de ligne les numéros qu'ils avaient perdus.
Après la seconde abdication de l'Empereur, Louis XVIII réorganise de l'armée de manière à rompre avec l'héritage politico-militaire du Premier Empire.
A cet effet une ordonnance du 16 juillet 1815 licencie l'ensemble des unités militaires françaises.
Son numéro reste vacant jusqu'en 1854.

### 88erégimentd'infanterie de ligne (1854-1882)

#### Second Empire
Le décret du 24 octobre 1854 réorganise les régiments d'infanterie légère les corps de l'armée française. A cet effet le 13e régiment d'infanterie légère prend le numéro 88 et devient le 88e régiment d'infanterie de ligne.
- 1861 : le régiment est cantonné à Rochefort (Charente-Maritime).
- 1862 : le régiment est cantonné à Bordeaux (Gironde).
- 1865 : le régiment est cantonné à Navarrenx (Pyrénées-Atlantiques).

##### Guerre de 1870-1871
Au 17 août 1870, le 88e régiment d'infanterie de ligne fait partie de l'Armée de Châlons.

Avec le 49e régiment d'infanterie du colonel Kampf, le 88e forme la 2e brigade aux ordres du général de Maussion. Cette 2e Brigade avec la 1re Brigade du général Lapasset, une batterie de 4 et une de mitrailleuses, une compagnie du génie constituent la 2e Division d'Infanterie commandée par le général de division de l'Abadie d'Aydren. Cette division d'infanterie évolue au sein du 5e Corps d'Armée ayant pour commandant en chef le général de division de Failly.
- Siège de Bitche
- Bataille de Beaumont

Le dépôt du 88e de ligne, situé à Cahors, forme à partir d'août 1870 de nombreux bataillons et compagnies, affectés à divers régiments de marche. Le 24 novembre 1870, 3 compagnies du 88e régiment d'infanterie de ligne qui composaient le 44e régiment de marche furent engagés dans les combats de Chilleurs, Ladon, Boiscommun, Neuville-aux-Bois et Maizières dans le Loiret. Le 9 janvier 1871, ces compagnies furent engagés dans la bataille de Villersexel.
Le 88e régiment d'infanterie de marche, connu pour avoir mis crosse en l'air et fraternisé avec les insurgés au déclenchement de la Commune de Paris, a un historique distinct du 88e régiment de ligne. Le 88e de marche est dissous le 1er avril 1871 sans fusionner avec le 88e de ligne.
Le 27 mars 1871, des éléments du régiment rentrant de captivité sont amalgamés avec d'autres éléments de diverses unités pour former le 1er régiment d'infanterie provisoire.

### 88erégimentd'infanterie

#### Première Guerre mondiale
Affectations : en 1914 casernement Auch, Mirande, 68e brigade d'infanterie, 34e division d'infanterie, 17e corps d'armée.

À la mobilisation, il donne naissance au 288e régiment d’infanterie
À la 10e division d'infanterie d'août 1914 à novembre 1918.

##### 1914
- 13 à 17 septembre 1914; bataille d'Arrêt devant les Hurlus avec le 83e, le 59e 20 et 21e avec les pièces d'artillerie du 57e
- 22 à 23 août 1914 : engagé avec d'autres régiments à la bataille de Bertrix.

##### 1915
Le 88e RI participa à la bataille de Roclincourt, le 9 mai 1915, qui fut particulièrement sanglante. Un odonyme local (« Rue du 9-Mai-1915 ») rappelle cet événement.
Après la bataille des Ardennes, après la Marne et Perthes, le 88e d’infanterie arrive en Artois. Il débarque à Anvin le 1er mai 1915. Et voici ce brillant régiment à Roclincourt, où il va jouer un rôle dramatique et sanglant. Le régiment va participer à la grande offensive de l’armée d’Urbal qui a pour but de dégager Arras et de libérer le bassin houiller du Pas-de-Calais. C’est dans le cadre de cette vaste opération d’envergure que le 88e dans la nuit du 8 au 9 mai 1915 va prendre position en avant du village de Roclincourt face à de très puissants ouvrages allemands établis au bas des pentes du village de Thélus.
9 mai 1915

Date mémorable entre toutes pour les poilus du 88e. C’est en effet à Roclincourt a pu dire plus tard le colonel Schneider, qui commandait le régiment en second, en cette circonstance, que le 88e a écrit la plus belle page de son historique, on sait au prix de quel sacrifice et de quelles pertes : le colonel, 32 officiers et 1 099 soldats tués ou hors de combat.
Le régiment avait reçu l’ordre d’attaquer au sud-est de Thélus. Cette attaque devait se heurter à des défenses infranchissables. La position ennemie à capturer était défendue par deux régiments d'infanterie de réserve bavarois (kb RIR 2 et kb RIR 1). Le glacis d'environ 300 m de large, impossible à franchir, et les positions ennemies stables à Chantecler (Maison Blanche) furent le sort du brave régiment.
Le colonel Mahéas tué à la tête de son régiment.

Le colonel Mahéas avait pensé lancer la première vague d’assaut au chant de la Marseillaise. Il fut tué quelques secondes avant de s’élancer de la tranchée de départ. Son officier adjoint, le capitaine Déchamps, est grièvement blessé à ses côtés et le capitaine Chamart est tué par le même obus.
Cependant la première vague bondit au cri de « Vive la France ! », elle ne put parcourir qu’une cinquantaine de mètres. Le commandant Forester promu lieutenant-colonel et affecté à un autre régiment ne veut pas quitter ses hommes et tombe mortellement atteint à la tête du premier bataillon. Telle fut trop sèchement résumée cette action du 9 mai 1915 au cours de laquelle les cadets de Gascogne et les enfants du Béarn s’égalèrent aux plus vaillants. Le 16 juin, le 25 septembre, nouvelles attaques en Artois auxquelles participent le régiment. Le colonel Leuchères, successeur du colonel Mahéas est blessé. Après un hiver très dur et pluvieux passé dans le secteur de Roclincourt, le 88e RI est relevé le 3 et 4 mai 1916 par les premières unités de la Kitchener’s Army et s’embarque ensuite pour la Lorraine où il va se couvrir de gloire comme en Artois.

##### 1918
- 1er janvier 1918 Position du régiment dans le secteur de Verdun à la côte 304

#### Entre-deux-guerres
Le régiment est dissous le 1er janvier 1924.

## Drapeau et décorations
Le drapeau porte, cousues en lettres d'or dans ses plis, les inscriptions suivantes :
- Sédiman 1798
- Austerlitz 1805
- Wagram 1809
- La Moskowa 1812
- Champagne 1915
- Verdun 1916

Sa cravate est décorée de la croix de guerre 1914-1918 avec deux citations à l'ordre de l'armée (deux palmes).
Le régiment a le droit au port de la fourragère aux couleurs du ruban de la croix de guerre 1914-1918.

## Personnalités célèbres ayant servi au88eRI
- Pierre Cambronne, général d'Empire, en tant que chef du 3e bataillon 1805-1806, puis du 2e bataillon 1807-1809[18].
- Henri-Alban Fournier, dit Alain-Fournier, auteur du roman Le Grand Meaulnes. Né le 3 octobre 1886 à La Chapelle d'Angillon (Cher), mort au combat des Eparges le 22 septembre 1914 EOR et service militaire en 1908-1909 au 88e RI à Mirande (Gers). Lieutenant au 288e RI (régiment dérivé du 88e RI d'Auch (Gers)) au sein duquel il trouvera la mort au champ d'honneur[19].

## Sources et bibliographie
- Serge Andolenko, Recueil d'Historiques de l'Infanterie Française, Eurimprim, 1969.
- Publications de la Société Archéologique, Historique Littéraire et Scientifique du Gers (et notamment les ouvrages 1913, 1914, 1915, 1916, 1917 et 1918)